# Денисов Ігор Володимирович
І́гор Володи́мирович Дени́сов (нар. 17 травня 1984, м. Ленінград, РРФСР) — російський футболіст. Виступає на позиції опорного півзахисника за санкт-петербурзький «Зеніт» та збірну Росії. Заслужений майстер спорту Росії (2008).

## Біографія

### Клубна кар'єра
Народився у Ленінграді. Вихованець футбольної школи «Турбобудівник» та СДЮШОР «Зміна». Першими тренерами Дениса були Максим Шаров та Василь Костровський.

З 2001 року виступає за санкт-петербурзький «Зеніт». У основному складі клубу дебютував у 2002 році в матчі проти ЦСКА. Вже з наступного року Денисов отримав постійну прописку в основі, лише час від часу беручи участь в деяких іграх дублюючого складу. Під керівництвом Діка Адвоката Ігор зміг розкритися по-справжньому, завоювавши разом з командою титули чемпіона Росії, володаря Суперкубка Росії, Кубка та Суперкубка УЄФА.

Відомий своїм непростим характером. Так, у вересні 2010 року під час відкритого тренування «Зеніта» Денисов ледь не влаштував бійку з начальником команди, своїм колишнім одноклубником Владиславом Радімовим. Це сталося під час тренувального матчу, коли Радімов, що судив гру, угледів порушення правил з боку Денисова. Після цього футболіст на очах журналістів та вболівальників нецензурно вилаявся на адресу Радімова. Головний тренер «Зеніту» Лучано Спаллетті відреагував наступним чином: «Денисов у жодному разі не повинен був обурюватися діями мого помічника. Є певні межі, через які не можна переступати».

Після матчу із «Спартаком», що відбувся 27 жовтня 2010 року і у якому перемогу з рахунком 1:0 здобули москвичі, Денисов, за словами делегата матчу Валерія Бутенко, спровокував конфлікт, вдаривши м'ячем у бік тренерської лавки «Спартака», але потрапивши у телекамеру. Зі слів тренерів «Спартака» після цього Денисов наблизився до них і почав нецензурно ображати. Внаслідок цього поруч з полем виникла бійка за участю гравців і співробітників обох клубів. Після матчу Денисов відмовився спілкуватися з делегатом матчу. Коментатор каналу «НТВ-Плюс» Костянтин Генич, який перебував біля кромки поля, підтвердив, що винуватцем інциденту був Денисов, що образив тренерський штаб «Спартака». Генич додав, що Денисова буде важко перевиховати і його треба сприймати таким, яким він є. 12 листопада 2010 року комітет з етики РФС дискваліфікував Денисова на 4 гри з формулюванням „за агресивну і образливу поведінку, виражену у приниженні гідності представників «Спартака» і його головного тренера Валерія Карпіна, і провокацію подальшого конфлікту між представниками команд“. При цьому головний тренер «Спартака» Валерій Карпін також був дискваліфікований на 2 гри, а фізіотерапевт «Спартака», що вдарив тренера «Зеніта» Ігоря Сімутенкова — на півроку. Голова комітету з етики Алу Алханов пояснив триваліший, порівняно з Карпіним, термін дискваліфікації Денисова тим, що конфлікт стався саме в «результаті бездумних і невиправданих вчинків Денисова». Сам Денисов на засіданні комітету з етики був відсутній, хоча його запросили.
Однак окрім скандальних вчинків Ігор Денисов перш за все відзначається зрілою та надійною грою. На думку півзахисника «Зеніта» Романа Широкова, саме Денисова можна назвати найкращим опорним півзахисником Росії.

### Виступи у збірній
Починаючи з осіні 2003 викликався до лав молодіжної збірної Росії. Дебютував у її складі 5 вересня 2003 року у матчі з Ірландією (0:2). Певний час був капітаном молодіжної команди.

Міг вирушити на Євро-2008, але через різні причини відмовився їхати до збірної. Вирішення конфлікту було знайдене лише після чемпіонату Європи. Ігор Денисов зустрівся з Гусом Гіддінком в Москві, де вони узгодили певні розбіжності у поглядах і футболіст висловив готовність узяти участь у наступних матчах збірної. Вперше футболку національної команди Росії Денисов вдягнув 11 жовтня 2008 року у поєдинку зі збірною Німеччини (1:2).

У відбірковому циклі до чемпіонату світу 2010 року взяв участь у 9 з 10 проведених командою матчів, однак пробитися до фінальної стадії турніру збірна Росії не змогла. Був основним гравцем і у відбірному турнірі до Євро-2012.

## Досягнення
Клубні трофеї
- Чемпіон Росії (4):

«Зеніт»: 2007, 2010, 2011-12
«Локомотив» (Москва): 2017-18
- Володар Суперкубка Росії (2):

«Зеніт»: 2008, 2011
- Володар Кубка Росії (3):

«Зеніт»: 2009–10
«Локомотив» (Москва): 2016-17, 2018-19
- Володар Кубка УЄФА (1):

«Зеніт»: 2007-08
- Володар Суперкубка УЄФА (1):

«Зеніт»: 2008
Особисті здобутки
- Заслужений майстер спорту Росії (2008)[9]
- У списках «33 найкращих гравців чемпіонату Росії» (3): № 1 (2010), № 2 (2008,2009)

## Погляди
В 2021 році підтримав Олексія Навального, заарештованого після повернення з Німеччини.
В 2022 році засудив російське вторгнення в Україну.

## Сім'я
Дружину Ігора Денисова звуть Олена. У шлюбі з нею він має двох дітей — доньку Вікторію (народилася 12 квітня 2005 року) та сина Ігора (народився 27 вересня 2008 року).

## Цікаві факти
- Ігор Денисов відзначав свій 21-й день народження в пітерському кафе «Лукомор'я». Наряд міліції, який прибув на поклик обурених шумом мешканців вулиці Рентгена, був змушений викликати підмогу. Денисов оголював торс і викликав міліціонерів на рукопашну. «Забери пістолет, знімай форму, пішли битися один на один!» - вимагав футболіст від старшого лейтенанта Павла Васильєва.
- Влітку 2010 року Ігор посварився з інструктором навчальної машини на перетині Афонської і Поклінногорской вулиць. Інструктор відбувся переломом носа, а Денисов через травму ноги пропустив гру збірної з болгарами і матч Ліги чемпіонів з «Осером».
- Денисов зіграв три партії в шахи із гросмейстером Петром Свідлером. У 2011 році в своєму інтерв'ю Свідлер згадував, що йому, як вболівальнику «Зеніта», було цікаво поспілкуватися з футболістами санкт-петербурзького клубу, тому він і прийняв запрошення зіграти з Ігорем. Гра відбувалася в присутності Андрія Аршавіна, Олександра Кержакова та Володимира Бистрова. Перші дві партії Свідлер виграв за рахунок дебютної підготовки, якої у Денисова не було, а в третій партії вирішив зіграти у дебюті «м'якше» і після близько 15 ходів позиція була нічийною. Гросмейстер запропонував Денисову нічию, але Ігор відмовився зі словами: «Я за цим, чи що, сюди прийшов? Будемо катати!». Свідлер вирішив загострити гру, а потім насилу звів партію до нічиєї. На думку Свідлера, Денисов грає в шахи на рівні сильного любителя і при бажанні міг би стати професійним шахістом[13].